# Daytona Beach
Daytona Beach – miasto w Stanach Zjednoczonych, w hrabstwie Volusia, w stanie Floryda, nad Oceanem Atlantyckim. Rocznie przyjeżdża tu około 8 mln turystów.

## Demografia

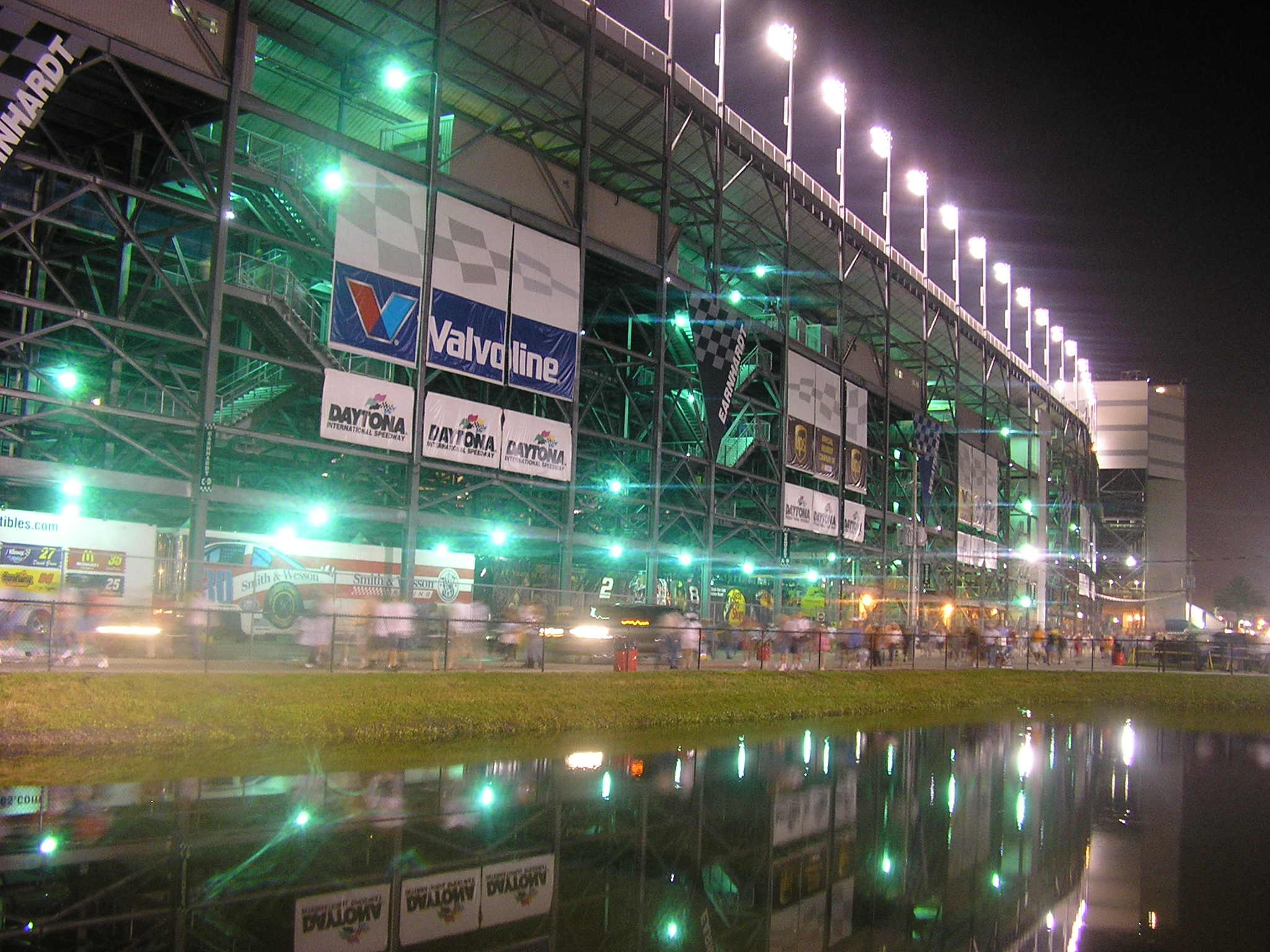
Zewnętrzna część głównego wejścia do Daytona International Speedway dla 168 tys. widzów (2005)

W 2006 roku miasto miało 64 421 mieszkańców. W roku 2023 liczba mieszkańców wzrosła do 82 485 osób, a gęstość zaludnienia przekroczyła 490 osób/km².

## Sport
Na owalnym torze Daytona International Speedway (dł. 4023 m) odbywają się coroczne wyścigi samochodowe cyklu NASCAR – Daytona 500.
Ponadto w mieście, co roku, rozgrywany jest kobiecy turniej tenisowy, pod nazwą DME Sports Women's Pro Tennis Championship, z pulą nagród 25 000 $.
W Daytona Beach 28 stycznia 1989 roku zmarła Halina Konopacka – polska lekkoatletka.

## Miasta partnerskie
- Bajonna, Francja